# 主題と変奏 (リスト)
パガニーニによる大練習曲第6番 イ短調『主題と変奏』は、1838年にフランツ・リストによって作曲された『パガニーニによる超絶技巧練習曲』（初版、S. 140）をリスト本人が改訂し、1851年に出版した『パガニーニによる大練習曲』（改訂版、S. 141）の第6番である。またこの曲は、おそらく大練習曲の中では第3番『ラ・カンパネラ』に次いで有名な曲である。

## 概要
この曲の原曲は、ニコロ・パガニーニ作曲の無伴奏ヴァイオリン曲『24のカプリース』の第24番である。進行は原曲に忠実で、最終変奏に味付けされた程度である。また、『超絶技巧練習曲』の第6番は、『大練習曲』の第6番と比べて高度な技巧が要求される部分が多く、難度が非常に高いために演奏されることは極めて少ない。これは、難度と演奏効果を天秤にかけると、大練習曲の方が演奏効果が高い部分が大半を占めることが大きな要因になっている。
初版を演奏したピアニストとして有名なものは、大井和郎やニコライ・ペトロフ、レスリー・ハワード、ゴラン・フィリペツの録音が有名である。しかし、ペトロフのパガニーニによる超絶技巧練習曲集のCDは一時廃盤状態だったため、入手は困難であった（ただし、最近ではまた再びペトロフのものも発行されるようになっており、入手が容易になっている）。そのため、日本国内では大井和郎のものが最もよく知られている。また、ハワードは2015年にフィリペツが録音するまでは第4番の第1稿を録音した唯一のピアニストとして有名であった。現在では、一般的にはペトロフのものが世評は高い。
改訂版の録音として有名で評価が高いものには、アンドレ・ワッツ、マルカンドレ・アムラン、マッティ・ラエカリオらによるものなどがある。また、大井和郎、レスリー・ハワード、ゴラン・フィリペツの3名は初版と改訂版の両方を録音している。

## 曲の構成
- 主題：初版・改訂版ともに、パガニーニの原曲よりも付点リズムを鋭くして、素材間の対比を明確にしている。ヴァイオリンだと単音旋律だが、リストは、和音付けすることで、主題の和声機能を際立たせている。
- 第1変奏：ヴァイオリン原曲は3連符の分散和音のみの音楽で、和声進行を示すだけだが、リストでは逆に原曲の主題に忠実な形を左手に置くことで「元来の主題提示」の様相を呈する。初版ではアルペッジョ形を和音で弾くので重たいが、改訂版では単音のアルペッジョにされていて、原曲に近い響きである。
- 第2変奏：原曲では、隣り合う弦を使ってトレモロ音形を弾く、運弓法の難しい変奏曲。それをリストの初版では「3・4・3・4」などの弾きにくい指使いにわざと置き換えられ、さらに装飾音符により（特に左手が）非常に弾き辛くされている。改訂版になると、弦の移動までピアノで「左手・右手・左手・右手」と交替しながら旋律線を弾き分けることで表現されている。改訂版ではコーダが初版より3小節長い（全曲を通して、構成上における初版との唯一の相違点である）。
- 第3変奏：原曲は、オクターヴ平行の連続。ヴァイオリンでは、運弓上オクターヴは一箇所も同じ幅ではないので、たいへん難しい。ピアノではオクターヴ平行は比較的易しいので、左手に原曲の旋律が置かれ、右手に新たな和音が加えられて難しくされている。初版と改訂版は、本質的にほとんど差はない。
- 第4変奏：原曲では、高音域を急速な半音階で走り回る曲。リストでは、高音域をオクターヴ連続でなめるように軽やかに弾く。初版では、左手に主題の変形が3連符で現れるが、改訂版では左手に主題の拡大形がはめ込まれている。
- 第5変奏：原曲は、ヴァイオリンの運弓上、移弦の難しい変奏曲。それはリストでも、「腕の大きな移動」に置き換えられている。初版と改訂版は、多少音形は異なるが、本質的にほとんど差はない。
- 第6変奏：パガニーニの原曲は、3度の重音連続または10度の重音連続で、ヴァイオリンにとって全曲を通してもっとも難しい曲の一つ。リストは、初版では左手に10度の重音の進行（オッシアで3度での演奏を認めている）、改訂番では左手に3度の重音を、しかも「2・4」の指使いで連打させる。この指使いは、晩年にいたるまで、リストの重要テクニックとなっていく。
- 第7変奏：原曲は急速な音形の連続。リストの初版では手の位置が激しく動く。改訂版では指の速い動きに焦点が移る。
- 第8変奏：原曲は、ヴァイオリンで同時に3本の弦を押さえる「重音奏法」。リストの初版では、和音を一度に押さえられないほど広い音程で弾かせることで、ヴァイオリンの重音程の取り難さをピアノに翻訳しようとしている。さらに、途中で左右のパートが交代することで一層難しくなる。改訂版では、同時に鳴り響く和音という側面をクローズアップしている。
- 第9変奏：原曲は、右手だけでなく弓や左指を使った複合的なピッツィカート奏法の曲で、たいへんあわただしい。その忙しい感じを表現するために、リストの初版では右手にオクターブ以上の大跳躍を連続して行わせている（他に類を見ない跳躍の連続で、なおかつ弱音で弾くため大変難しい）。さらに、左手のポリリズムも加わる。改訂版では、もっと軽い音色のスタッカートを強調するように変更された。
- 第10変奏：パガニーニの原曲は、たいへんなハイポジションの曲で、pの音量の中できちんと音程を取るのが難しい。リストのピアノ初版では、トリルの連続によって持続感を生み出しているが、中音域でメッゾフォルテかつマルカートで力強く奏されるので、原曲とはかなりイメージが異なる。それに対し改訂版では、原曲のもつ神秘的な雰囲気の方を重視し、高音域のピアノで奏される。
- 第11変奏およびコーダ：原曲では、重音奏法と急速なアルペッジョの交替でできており、とくにアルペッジョの音程を正しく取るのが難しい。音の厚みや跳躍の難しさなどの点で初版と改訂版に違いはあるものの、総じてアルペッジョと重音（和音）を左右両手で同時に組み合わせることで、圧倒的なクライマックスを形成している。さらに、左手で主題のフレーズが回想される。